# 硝化螺菌属
硝化螺菌属为硝化螺旋菌科的一个属。该属的模式种为海洋硝化螺菌（Nitrospira marina）。

## 下属物种
- 海洋硝化螺菌 Nitrospira marina Watson et al. 1986